# John Middleton (Ritter)
Sir John Middleton of Belsay († 1476/77) war ein englischer Ritter zur Zeit der Rosenkriege. 

## Leben
Er war der älteste von vier Söhnen des Sir John Middleton (um 1373–1441) aus dessen Ehe mit Joan Skelton. Beim Tod seines Vaters erbte er den Großteil von dessen Ländereien einschließlich des Familiensitzes Belsay Castle in Northumberland, während seine Brüder Ländereien in Nottinghamshire und Derbyshire erhielten.
Während der Rosenkriege stand er auf der Seite des Hauses York. Er kämpfte 1455 bei der Ersten Schlacht von St Albans und 1459 bei der Schlacht von Blore Heath.
Er erhielt im Februar 1460 eine generelle Amnestie durch König Heinrich VI. (Haus Lancaster), wurde sogar zum königlichen Herold ernannt und erhielt die Ländereien mit dazugehörigem Titel Keeper of Cleobury Park, die zuvor von Richard Plantagenet, 3. Duke of York beschlagnahmt wurden. Er blieb aber dem Hause York treu und kämpfte am 29. März 1461 bei der Schlacht von Towton und 1464 bei den Schlachten von Hedgeley Moor und Hexham.
Er starb 1476 oder 1477.

## Ehe und Nachkommen
Sir John war zweimal verheiratet, in erster Ehe mit Eleanor, Tochter des Rowland Tempest und in zweiter Ehe mit Elizabeth, Tochter des Robert Ogle und Witwe des Sir William Heron of Ford.
Aus zweiter Ehe hinterließ er mindestens einen Sohn, Sir John Middleton of Belsay (1440–1503).